# Lista jednostek Armii Unii ze stanu Ohio

Flaga stanowa Ohio

Stan Ohio na mapie USA

Lista jednostek Armii Unii ze stanu Ohio w czasie wojny secesyjnej 1861–1865.

## Piechota
- 1 Ochotniczy Pułk Piechoty Ohio (1st Ohio Volunteer Infantry Regiment)
- 2 Ochotniczy Pułk Piechoty Ohio (2nd Ohio Volunteer Infantry Regiment)
- 3 Ochotniczy Pułk Piechoty Ohio (3rd Ohio Volunteer Infantry Regiment)
- 4 Ochotniczy Pułk Piechoty Ohio (4th Ohio Volunteer Infantry Regiment)
- 5 Ochotniczy Pułk Piechoty Ohio (5th Ohio Volunteer Infantry Regiment)
- 6 Ochotniczy Pułk Piechoty Ohio (6th Ohio Volunteer Infantry Regiment)
- 7 Ochotniczy Pułk Piechoty Ohio (7th Ohio Volunteer Infantry Regiment)
- 8 Ochotniczy Pułk Piechoty Ohio (8th Ohio Volunteer Infantry Regiment)
- 9 Ochotniczy Pułk Piechoty Ohio (9th Ohio Volunteer Infantry Regiment)
- 10 Ochotniczy Pułk Piechoty Ohio (10th Ohio Volunteer Infantry Regiment)
- 11 Ochotniczy Pułk Piechoty Ohio (11th Ohio Volunteer Infantry Regiment)
- 12 Ochotniczy Pułk Piechoty Ohio (12th Ohio Volunteer Infantry Regiment)
- 13 Ochotniczy Pułk Piechoty Ohio (13th Ohio Volunteer Infantry Regiment)
- 14 Ochotniczy Pułk Piechoty Ohio (14th Ohio Volunteer Infantry Regiment)
- 15 Ochotniczy Pułk Piechoty Ohio (15th Ohio Volunteer Infantry Regiment)
- 16 Ochotniczy Pułk Piechoty Ohio (16th Ohio Volunteer Infantry Regiment)
- 17 Ochotniczy Pułk Piechoty Ohio (17th Ohio Volunteer Infantry Regiment)
- 18 Ochotniczy Pułk Piechoty Ohio (18th Ohio Volunteer Infantry Regiment)
- 19 Ochotniczy Pułk Piechoty Ohio (19th Ohio Volunteer Infantry Regiment)
- 20 Ochotniczy Pułk Piechoty Ohio (20th Ohio Volunteer Infantry Regiment)
- 21 Ochotniczy Pułk Piechoty Ohio (21st Ohio Volunteer Infantry Regiment)
- 22 Ochotniczy Pułk Piechoty Ohio (22nd Ohio Volunteer Infantry Regiment)
- 23 Ochotniczy Pułk Piechoty Ohio (23rd Ohio Volunteer Infantry Regiment)
- 24 Ochotniczy Pułk Piechoty Ohio (24th Ohio Volunteer Infantry Regiment)
- 25 Ochotniczy Pułk Piechoty Ohio (25th Ohio Volunteer Infantry Regiment)
- 29 Ochotniczy Pułk Piechoty Ohio (29th Ohio Volunteer Infantry Regiment)
- 34 Ochotniczy Pułk Piechoty Ohio (34th Ohio Volunteer Infantry Regiment)
- 36 Ochotniczy Pułk Piechoty Ohio (36th Ohio Volunteer Infantry Regiment)
- 41 Ochotniczy Pułk Piechoty Ohio (41st Ohio Volunteer Infantry Regiment)
- 43 Ochotniczy Pułk Piechoty Ohio (43rd Ohio Volunteer Infantry Regiment)
- 75 Ochotniczy Pułk Piechoty Ohio (75th Ohio Volunteer Infantry Regiment)
- 76 Ochotniczy Pułk Piechoty Ohio (76th Ohio Volunteer Infantry Regiment)
- 79 Ochotniczy Pułk Piechoty Ohio (79th Ohio Volunteer Infantry Regiment)
- 91 Ochotniczy Pułk Piechoty Ohio (91st Ohio Volunteer Infantry Regiment)
- 103 Ochotniczy Pułk Piechoty Ohio (103rd Ohio Volunteer Infantry Regiment)
- 104 Ochotniczy Pułk Piechoty Ohio (104th Ohio Volunteer Infantry Regiment)
- 127 Ochotniczy Pułk Piechoty Ohio (127th Ohio Volunteer Infantry Regiment, potem 5th United States Colored Infantry Regiment)
- 131 Ochotniczy Pułk Piechoty Ohio (131st Ohio Volunteer Infantry Regiment)
- 155 Ochotniczy Pułk Piechoty Ohio (155th Ohio Volunteer Infantry Regiment)

## Kawaleria
- 1 Ochotniczy Pułk Kawalerii Ohio (1st Ohio Volunteer Cavalry Regiment)
- 2 Ochotniczy Pułk Kawalerii Ohio (2nd Ohio Volunteer Cavalry Regiment)
- 3 Ochotniczy Pułk Kawalerii Ohio (3rd Ohio Volunteer Cavalry Regiment)
- 4 Ochotniczy Pułk Kawalerii Ohio (4th Ohio Volunteer Cavalry Regiment)
- 5 Ochotniczy Pułk Kawalerii Ohio (5th Ohio Volunteer Cavalry Regiment)
- 6 Ochotniczy Pułk Kawalerii Ohio (6th Ohio Volunteer Cavalry Regiment)
- 7 Ochotniczy Pułk Kawalerii Ohio (7th Ohio Volunteer Cavalry Regiment)
- 8 Ochotniczy Pułk Kawalerii Ohio (8th Ohio Cavalry|8th Ohio Volunteer Cavalry Regiment)

## Artyleria
- 19 Ochotniczy Pułk Artylerii Ohio (19th Ohio Volunteer Artillery)